# Інтурист (Запоріжжя)
Готель «Інтурист-Запоріжжя» (англ. «Intourist Hotel Zaporizhzhia») — бізнес готель європейського класу в самому центрі міста Запоріжжя, що має чотири зірки.
Розташований за 15 кілометрів від Міжнародного аеропорту «Запоріжжя» (OZH) та за 79 кілометрів від міжнародного аеропорту (DNK) м. Дніпра.

## Історія
Готель «Інтурист-Запоріжжя» було відкрито у вересні 1972 року, який розрахований на прийом гостей не тільки з інших міст, а й з інших країн. У готелі налічувалось 287 комфортабельних номерів, відмінний блок харчування, ресторан-бар, літнє кафе з відкритою видовим майданчиком на 11-му поверсі, пошта, кіоски «Союздруку» та «Ювелірторгу», всі необхідні майстерні.
Новий 11-поверховий готель був розрахований на розміщення з комфортом понад 500 осіб. Готель «Інтурист-Запоріжжя» побудований за індивідуальним проектом керівника архітектурної майстерні «Укрміськбудпроекту» Тульчинського С. А. Над його втіленням в життя трудилися колективи «Запоріжалюмінбуд», «Запоріжцивільбуд» і «Запоріжжитлобуд». Допомагали й інші підприємства — «Комунар», який виготовив унікальні чаші стелі для бенкетного залу, трансформаторний завод зробив «стільники» великого залу ресторану, Запорізька меблева фабрика підготувала дерев'яне облицювання для колон і пілона.
Першими постояльцями нового готелю були учасники чергової сесії РЕВ, яка проходила у вересні 1972 року в місті Запоріжжя.
Готель у 2008 році пройшов масштабний етап реконструкції.

## Характеристика

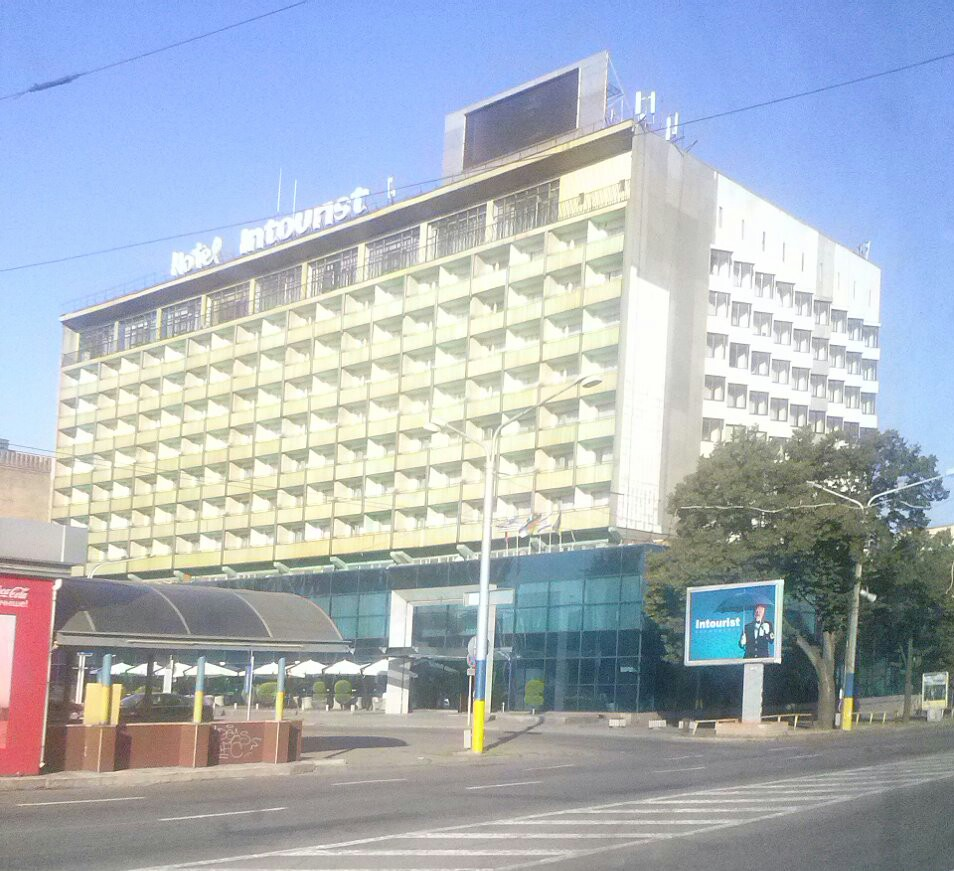
Готель «Інтурист-Запоріжжя» під час реконструкції

Класика гостинності в сучасному вигляді — готель, зведений у 1972 році, пройшов масштабний етап реконструкції 2008 року. Готель набув вигляд готелю світового класу. Номери, ресторани та хол оформлені відповідно до високих європейських стандартів і створюють атмосферу комфорту і затишку. Рівень сервісу забезпечується кваліфікованим персоналом, що орієнтований на якісне обслуговування клієнтів.
Найбільший готель Запоріжжя — до послуг гостей 136 сучасних номерів різних категорій («Стандарт single», «Стандарт twin», «Стандарт double», «Напівлюкс», «Люкс»). В кімнатах є всі зручності: кондиціонер, гаряча вода, безкоштовний Wi-Fi, фен, супутникове ТБ, міні-бар, міні косметика, махрові халати, в номерах люкс є джакузі. У вартість номерів будь-якої категорії входить сніданок «шведський стіл». Також у готелі знайдеться місце як для індивідуальних мандрівників і бізнесменів, так і для цілих груп туристів, учасників конференцій, спортивних команд. Готель «Інтурист» — великий готельний комплекс, який надає широкий спектр додаткових послуг.
Вдале розташування — готель розташований в самому центрі Запоріжжя, на головній площі міста — площі Фестивальній. Транспортні вузли дозволяють дістатися від готелю до будь-якої точки Запоріжжя за лічені хвилини — підприємства, фінансові і державні установи, виставкові та торговельні центри, пам'ятки, парки, ресторани й кафе — все під рукою:
- відстань до Міжнародного аеропорту «Запоріжжя» — 15,6 км (20 хвилин на таксі);
- відстань до вокзалу Запоріжжя I  — 7 км (10 хвилин на таксі);
- відстань до міжміського автовокзалу — 6 км (8 хвилин на таксі).

Найкращі ресторани Запоріжжя — в готелі «Інтурист» до послуг гостей 4 ресторани — французька, італійська, українська та японська кухні. Лобі та лаунж-бар, літнє кафе та нічний клуб «Crowbar» надають широкий вибір для відпочинку та приємного спілкування в стінах готелю.
Індивідуальний підхід до кожного гостя — готель надає не лише якісний сервіс і умови для роботи й відпочинку, але і готовий підібрати кожному гостю відповідний варіант проживання в залежності від його потреб і фінансових можливостей;
Спеціальні пропозиції — для гостей діє програма лояльності «Клуб друзів Intourist Hotel Zaporizhzhia»:
- 10 % знижка постійним клієнтам.
- Отримання номера класом вище кожного 5-го разу.
- Спеціальні тарифи для груп та учасників конференцій.
- Отримання 5 % знижки при бронюванні онлайн.

## Послуги
Безкоштовно для гостей «Intourist Hotel»:
- Цілодобове бронювання номера в готелі.
- Послуги сейфа і камери схову.
- Виклик таксі.
- Прийом повідомлень, кореспонденції та посилок.
- Свіжа преса в лобі-барі та на рецепції
- Сніданок «шведський стіл».
- Доступ до Інтернет через Wi-Fi на території всього готелю.
- Поселення дітей до 12 років здійснюється без додаткової оплати. Сніданок для дітей до 12 років — безкоштовний, при необхідності — надання дитячого ліжечка.

У готельному комплексі є 5 конференц-залів різної місткості, салон краси, сауна, масажний зал, хімчистка та екскурсійне бюро. Можлива організація святкових урочистостей і бенкетів. Є автостоянка.
«Intourist hotel-Запоріжжя» разом з компанією Річковий трамвайчик [Архівовано 22 березня 2022 у Wayback Machine.] пропонує екскурсійні прогулянки річковими маршрутами по Дніпру.
Чудовий краєвид забезпечить яскраві враження, а козацькі легенди не залишать гостей міста байдужими.

## Транспортне сполучення
До готелю можливо дістатися міським громадським транспортом, зупинка площа Фестивальна:
: 4, 17, 18, 29, 39, 40, 40А, 44А, 46, 55, 59, 61, 62, 63А, 69, 72, 75, 76, 80, 81, 84, 85, 88, 89

: 3, 8, 14